# Dąbski KS Kraków
Dąbski Klub Sportowy – klub sportowy z Krakowa. Założony w 1921 w dzielnicy Dąbie (obecnie dzielnica II Grzegórzki) jako Klub Sportowy Dąbie. Obecnie występuje w grupie III krakowskiej klasy A w piłce nożnej, w przeszłości prowadził sekcje siatkówki i hokeja na trawie.

## Historia klubu

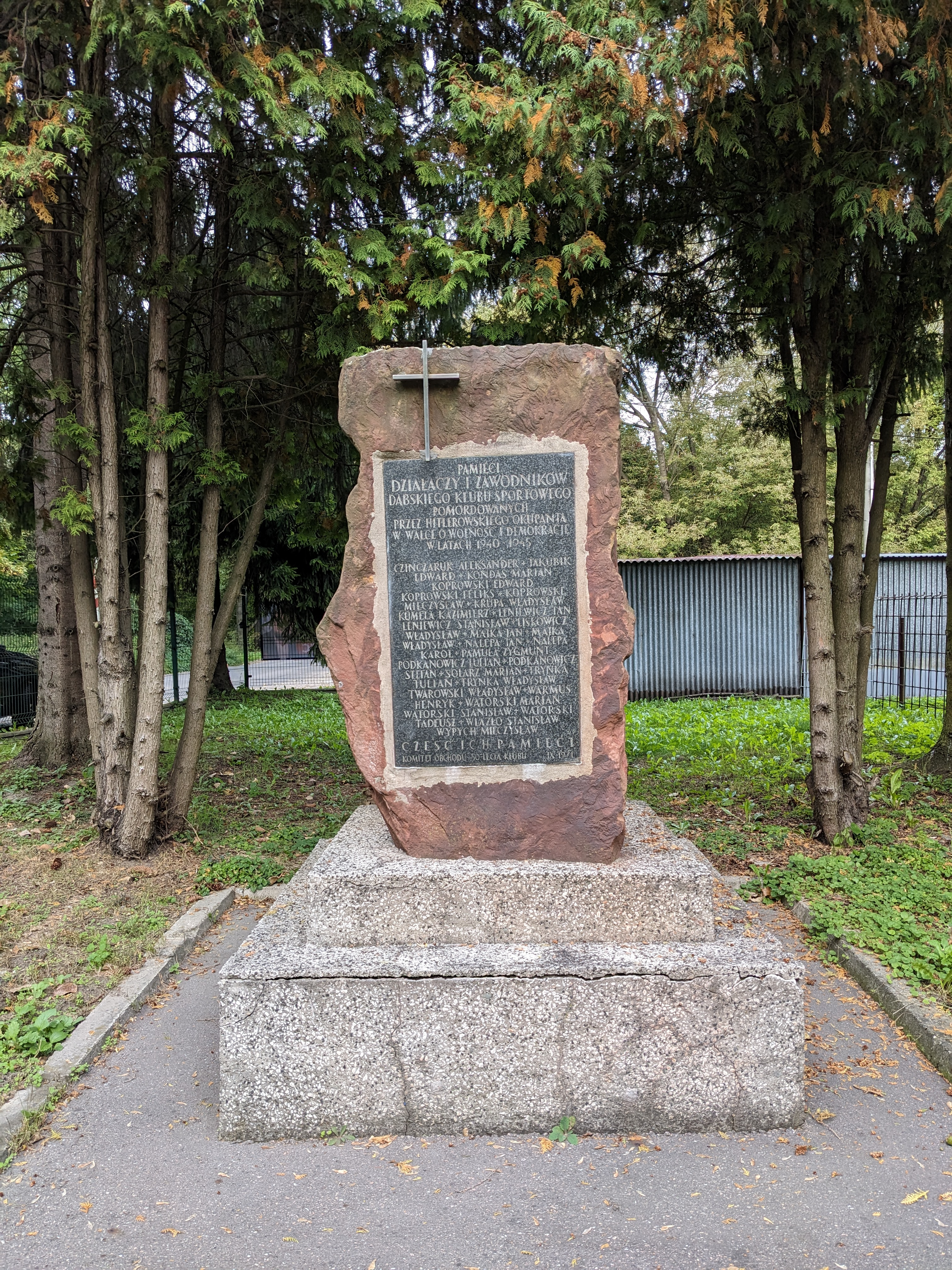
Pomnik 22 członków Dąbskiego KS zamordowanych w latach 1940–1945

W 1921 z inicjatywy mieszkańców ówczesnej 21. dzielnicy miasta (Grzegórzek) i podoficera Wojska Polskiego Edwarda Barana (1904–?) powstał Klub Sportowy Dąbie z siedzibą w opuszczonych przez Austriaków magazynach wojskowych w Dąbiu.
Przedwojenny KS Dąbie występował w klasach B i C (wówczas najniższych poziomach rozgrywek) do roku 1932, gdy za bójki kibiców z sympatykami Volanii (lub Wolanii, klub z Woli Duchackiej założony w 1932) został wykreślony ze struktur Krakowskiego Okręgowego Związku Piłki Nożnej. W 1936 został ponownie zarejestrowany jako Dąbski Klub Sportowy, a w 1937 awansował do klasy A (trzeci poziom rozgrywkowy), w której pozostał przez łącznie dwa sezony do wybuchu II wojny światowej.
W 1942 Dąbski wziął udział w okupacyjnych mistrzostwach Krakowa, zajmując trzecie miejsce za Cracovią i Wisłą Kraków.
15 stycznia 1945, na trzy dni przed zajęciem Krakowa przez Armię Czerwoną, oddziały SS i Gestapo rozstrzelały 79 mieszkańców Dąbia (głównie cywilów i partyzantów AK i AL). Wśród ofiar znalazło się 16 członków i sportowców Dąbskiego KS (m.in. Mieczysław Koprowski, Julian Trynka, Marian Solarz, Stanisław Wątorski, Kazimierz Kumela). Upamiętnia ich pomnik odsłonięty w 1971 obok obecnej siedziby klubu na ul. Dąbskiej 1a.

### Po II wojnie światowej

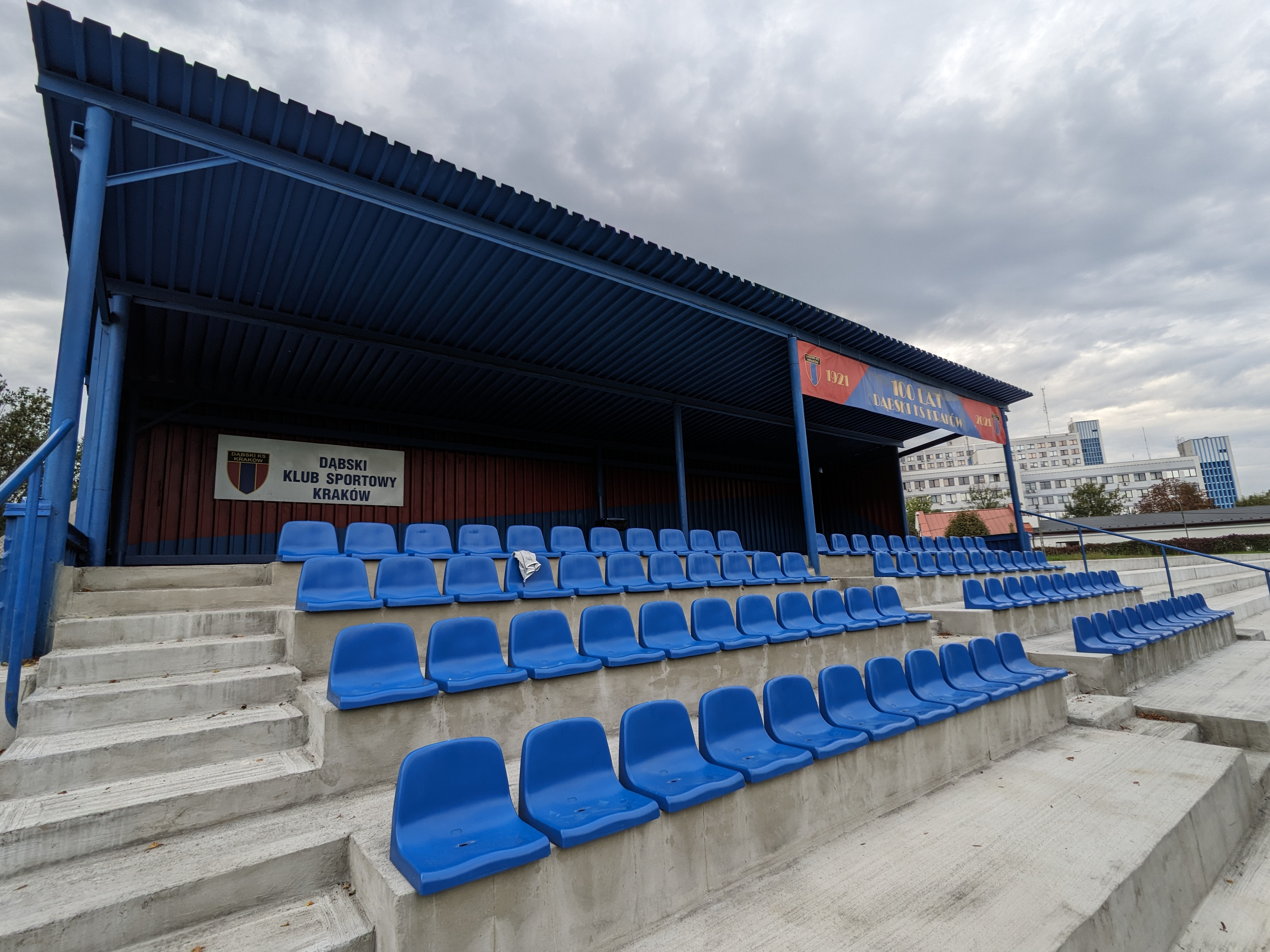
Stadion Dąbskiego KS (październik 2023)

16 lipca 1945 zainaugurowano nowe boisko Dąbskiego przy ulicy Kosynierów dwumeczem Wieczysta–Grzegórzecki i Dąbski–Nadwiślan. Po reformie sportu na wzór radziecki Dąbski zmienił nazwę na ZS Spójnia (od grudnia 1954 Sparta Kraków lub Sparta Dąbski Kraków) i do lat 50. występował głównie w klasie A (którą wygrał w 1950) i III lidze, do której awansował w 1952. W sezonie 1955 III ligi Dąbski rywalizował o awans z Włókniarzem Andrychów (późniejszy Beskid) i zakończył sezon z równą liczbą punktów (37), lepszym bilansem bramkowym i bezpośrednim. Mimo tego i wygranego 2:0 dodatkowego meczu z Beskidem, Główny Komitet Kultury Fizycznej awansował piłkarzy z Andrychowa do baraży o II ligę. Na trzecim poziomie rozgrywkowym (w III lidze i klasie okręgowej) Dąbski występował do końca sezonu 1960/61, łącznie przez dziewięć sezonów. W 1968 Dąbski wygrał okręgowy puchar Polski, ale w pierwszej rundzie centralnego pucharu Polski 1968/1969 przegrał u siebie 0:3 z Unią Racibórz.
Od lat 60. do współczesności piłkarze Dąbskiego występowali w niższych ligach (głównie w klasach A i B). W latach 60. w klubie powstała sekcja siatkarska, której rozwój zatrzymał odpływ zawodniczek do silniejszych klubów, głównie Hutnika i Korony Kraków. W latach 70. powstała sekcja hokeja na trawie, która w latach 90. jako jedyna taka istniejąca sekcja w Małopolsce wycofała się z drugoligowych rozgrywek z powodów finansowych.
4 września 2021 Dąbski Klub Sportowy świętował 100-lecie powstania.
Od 2021 piłkarze Dąbskiego występują w krakowskiej klasie A, do której spadli po dwóch sezonach w lidze okręgowej. Wiosną 2023 roku rozgrywali mecze na obiektach Hutnika z powodu trwającego remontu swojego boiska z trybuną krytą na 105 miejsc siedzących. Dąbski wrócił na odnowiony stadion z początkiem sezonu 2023/2024 w klasie A, zaś 30 września 2023 rozegrał pierwszy domowy mecz przy sztucznym oświetleniu (2:3 z Płomieniem Kostrze).

### Dotychczasowe nazwy
- 1921–1932: Klub Sportowy Dąbie
- 1936–1950: Dąbski Klub Sportowy
- 1950–1953: ZS Spójnia Kraków
- 1953–grudzień 1954: Spójnia KZPS Kraków
- grudzień 1954–1956: Sparta Dąbski Kraków
- 1956–: Dąbski Klub Sportowy

## Sukcesy
- awans do III ligi: 1952
- III liga (trzeci poziom rozgrywkowy; od 1959 jako liga okręgowa): 1953, 1954, 1955, 1956, 1957, 1958, 1959, 1960, 1960/61 (łącznie 9 sezonów)
- Puchar Polski okręgu Kraków: 1968 (awans do rozgrywek centralnych)
- I runda Pucharu Polski: 1968/69 (0:3 z Unią Racibórz)

## Sezon po sezonie
Źródło
| Sezon   | Liga                       | Miejsce | Punkty | Bramki | Uwagi             |
| ------- | -------------------------- | ------- | ------ | ------ | ----------------- |
| 2008/09 | Klasa B (Kraków II)        | 2.      | 41     | 52:31  | awans po barażach |
| 2009/10 | Klasa A (Kraków I)         | 14.     | 35     | 47:55  | spadek            |
| 2010/11 | Klasa B (Kraków I)         | 3.      | 57     | 107:40 | awans             |
| 2011/12 | Klasa A (Kraków II)        | 11.     | 30     | 50:58  |                   |
| 2012/13 | Klasa A (Kraków II)        | 12.     | 27     | 45:56  |                   |
| 2013/14 | Klasa A (Kraków II)        | 8.      | 33     | 43:66  |                   |
| 2014/15 | Klasa A (Kraków II)        | 5.      | 50     | 65:35  |                   |
| 2015/16 | Klasa A (Kraków II)        | 3.      | 48     | 62:44  |                   |
| 2016/17 | Klasa A (Kraków II)        | 4.      | 43     | 56:41  |                   |
| 2017/18 | Klasa A (Kraków II)        | 7.      | 34     | 53:52  |                   |
| 2018/19 | Klasa A (Kraków III)       | 1.      | 61     | 75:40  | awans             |
| 2019/20 | Klasa okręgowa (Kraków II) | 13.     | 6      | 16:44  |                   |
| 2020/21 | Klasa okręgowa (Kraków II) | 14.     | 19     | 42:120 | spadek            |
| 2021/22 | Klasa A (Kraków III)       | 3.      | 50     | 56:37  |                   |
| 2022/23 | Klasa A (Kraków III)       | 7.      | 38     | 74:48  |                   |
| 2023/24 | Klasa A (Kraków III)       | 10.     | 26     | 55:64  |                   |
| 2024/25 | Klasa A (Kraków III)       | 5.      | 42     | 55:46  |                   |

## Wychowankowie i byli piłkarze
- Stefan Rusin – 67 meczów i 30 goli w ekstraklasie (Cracovia, WKS 22 pp Siedlce), mistrz Polski 1930, wychowanek Dąbskiego KS, nieoficjalny reprezentant Polski[18]
- Wiesław Rusin – 44 mecze i 13 goli w ekstraklasie w barwach Wisły Kraków (1963–1967), wychowanek Dąbskiego KS (do 1957)[19]; syn Stefana
- Aleksander Warmus – 8 meczów w ekstraklasie w barwach Wisły Kraków (1963–1965), wychowanek Dąbskiego KS (do 1960, 1968–1980)[20]
- Antoni Zalman – 97 meczów w ekstraklasie w barwach Wisły Kraków (1961–1966), wychowanek Dąbskiego KS (do 1959)[21]
- Tadeusz Żuwała – piłkarz Cracovii (4 mecze w ekstraklasie), Lechii Lwów i Junaka Drohobycz, partyzant AK ps. "Rezuła", wychowanek Dąbskiego KS (1928–1931, 1945)[22]